# Орловская мужская гимназия
Орловская классическая гимназия — губернская гимназия Российской империи.

## История
Была образована из Главного народного училища в Орле 17 (29) марта 1808 года. В 1810 году гимназия состояла из трёх классов, в которых обучались 57 мальчиков. Первоначально гимназия находилась в ведении Харьковского учебного округа; в 1831 году была причислена к Московскому университету, но вскоре указом от 30 мая 1833 года вновь была переведена в ведение Харьковского округа и в этом же году четырёхклассная губернская гимназия стала семиклассной, а 7 августа 1835 года при ней был открыт благородный пансион (на улице 2-й Курской), который содержался за счёт Государственного казначейства и, частично, за счёт дворянства губернии.
Каменное двухэтажное здание, выстроенное в 1796 году специально для главного народного училища «за счёт местного приказа общественного призрения, при содействии содержателей питейных откупов в губернии за 20000 рублей ассигнациями, оказалось вполне приемлемым и для гимназии. Однако с преобразованием последней в 1833 году (по Уставу 1828 года) в 4-классную оно уже не было достаточно просторным для увеличившегося числа учащихся, включая и учащихся благородного пансиона.
В 1850 году в гимназии учились 153 человека (из них 124 — дети дворян). После открытия в 1861 году трёх низших параллельных классов в ней насчитывалось уже 244 человека (из них, дворян — 196, из духовного сословия — 9; остальные из сословий податных состояний). В 1861 году на расширение здания было сделано пожертвование карачевским дворянином гвардии ротмистром Н. В. Киреевским.
По уставу гимназий и прогимназий (утвержден 19 ноября 1864 года) гимназии были разделены на общие и классические. Орловская гимназия 17 марта 1863 года стала классической: семиклассной с восьмилетним курсом обучения (седьмой класс делился на два года); последние три года обучение хотя и проходило на одном из двух отделений — филологическом или естественно-математическом, но знания, даваемые на каждом отделении, носили общеобразовательный, а не специальный характер: Закон Божий, русский, латинский, греческий языки, математика, естествознание и физика, история, география, немецкий и французский языки, рисование, черчение и чистописание. Выпускники классических гимназий имели право поступления в университет.
В 1867 году в здании гимназии на средства Н. В. Киреевского была устроена Александро-Невская церковь.
Ныне в здании гимназии (пер. Воскресенский, д. 3; ) располагается исторический факультет Орловского государственного университета.

## Организация обучения
Высокий уровень знаний, получаемых гимназистами, обеспечивался не только преподавателями, но и тремя гимназическими библиотеками: фундаментальной, ученической и пансионной. В 1900 году только в фундаментальной библиотеке было 9208 томов книг на русском, украинском, немецком, французском языках; выписывались журналы – «Вера и разум», «Русский архив», «Исторический вестник», «Записки Императорской Академии Наук», на немецком языке из Лейпцига – «Ежегодник для филологов и педагогов». Ученическая библиотека в это время состояла из 1531 учебника и учебного пособия. В библиотеке пансиона находились 900 томов отечественной и зарубежной художественной литературы, обязательной для изучения по программе внеклассного чтения.
Отличная учёба в гимназии стимулировалась именными стипендиями: императора, гвардии полковника Н. В. Киреевского, пожертвовавшего на гимназию 16,5 тысячи рублей, купца Байковского и других лиц. В гимназии отсутствовала практика телесных наказаний; наиболее распространенным взысканием (в 1900 году оно было применено к 27 учащимся) было «оставление на один час в гимназии после уроков с оповещением об этом родителей» за «грубое объяснение» с учителем или воспитателем.
В начале XX века в гимназии и двух её пансионах трудились 20 учителей и воспитателей.

## Педагогический состав
См. также Преподаватели Орловской гимназии
В отличие от многих других гимназий, в Орловской директора менялись не часто; ими были:
- ок. 1860: коллежский советник Михаил Афанасьевич Малиновский[13][14]
- 27.02.1861—1884: Александр Владимирович Гриценков[15]
- 1884—1897: Иван Михайлович Белоруссов
- ранее 1899 — после 1914[16]: Осип Антонович Петрученко (1854 — после 1914)

Среди педагогов гимназии: Евфимий Андреевич Остромысленский (Закон Божий; 1834—1847), бывший законоучителем у Н. Лескова; Фёдор Дмитриевич Крюков, преподававший словесность, историю и географию и состоявший воспитателем в её пансионе; учителя словесности Николай Андреевич Антиох-Вербицкий и Иван Фёдорович Рашевский; преподаватели древних языков Иосиф Францевич Шадек и Осип Антонович Петрученко; учитель рисования Пётр Сергеевич Ткачевский.

## Выпускники
См. также: Выпускники Орловской гимназии
- Николай Устрялов (вып. 1820)
- Василий Басов (вып. 1827)
- Семён Смирнов (1835)
- Константин Краевич
- Павел Якушкин (вып. 1840)
- Александр Бабухин (вып. 1854)
- Евгений Афанасьев (вып. 1855)
- Николай Городецкий (вып. 1856) — митрополит Флавиан
- Пётр Заичневский (вып. 1858; серебряная медаль)
- Павел Пясецкий (вып. 1861)
- Василий Афанасьев (вып. 1868)
- Александр Бобров (вып. 1869)
- Оскар Тибо-Бриньоль (вып. 1870)
- Дмитрий Дьяконов (вып. 1871)
- Андрей Киселёв (вып. 1871; золотая медаль)
- Николай Русанов
- Александр Горбов (вып. 1878; золотая медаль)
- Алексей Лопухин (вып. 1881)
- Петр Столыпин (вып. 1881)
- Павел Штернберг (вып. 1883)
- Дмитрий Лопухин (вып. 1883?)
- Сергей Головин (вып. 1884; серебряная медаль)
- Артур Лолейт (вып. 1886; золотая медаль)
- Николай Вырубов (вып. 1888)
- Иван Жегалкин (вып. 1889)
- Александр Максимов
- Леонид Андреев (вып. 1891)
- Владимир Плотников (вып. 1892)
- Отто Ауссем (вып. 1893)
- Олимпий Квиткин (вып. 1894)
- Михаил Залесский (вып. 1896)
- Алексей Вангенгейм (вып. 1899)
- Оскар Вальдгауэр (вып. 1900)
- Владимир Зеленин (вып. 1900)
- Владислав Лукомский (вып. 1900)
- Александр Русанов
- Николай Пушешников (1882—1939)[18].
- Александр Клягин (вып. 1903)
- Александр Тиняков (вып. 1903)
- Василий Васильевич Немытов (1889—1987)[19]
- Николай Павловский (вып. 1905; золотая медаль)
- Евгений Преображенский (вып. 1905)
- Иосиф Фрадкин (вып. 1910)
- Борис Холчев (вып. 1913)
- Виталий Николаевич Денисьев (1895—1868) (вып. 1914; золотая медаль) — библиотековед[9]
- Юрий Калганов (1899—1969) — технический директор ИАЗ (1935—1938)
- Иосиф Рапопорт (1901—1970) — театральный режиссёр
- Виктор Шестаков (вып. 1917)
- Михаил Стахович[20]

также учились
- Лесков, Николай Семёнович (учился в период 1841—1846 годы и получил свидетельство об окончании только двух классов)
- Мясоедов, Григорий Григорьевич
- Вормс, Николай Александрович (в 1854—?)
- Оболенский, Леонид Егорович (в 1854—1860)
- Русанов, Владимир Александрович (в 1887—1889)
- Соловцов, Николай Николаевич
- Акулов, Николай Сергеевич (в 1910—1918)